# 熊谷直経
熊谷 直経（くまがい なおつね）は、鎌倉時代末期から南北朝時代の御家人・武士。安芸国本庄系熊谷氏当主。

## 生涯

### 弱体化した本庄熊谷氏当主
延慶元年（1308年）に、父の直満から、兄の直継と所領を二分割して与えられた。元応元年（1319年）に父の直満が病死し、元亨2年（1322年）には異母兄の直継も死去、直経が家督を相続した。この相続に不満を持った直継の母は偽の書状を使って、既に亡くなって存在しない直継の子があたかも生きているかのようにでっち上げ所領の横領を企んだが、直経は父・直満が生前に孫（直継の子）が亡くなったことを嘆いた書状を示したために失敗に終わった。直経は熊谷氏宗家であったが、この頃までに熊谷氏は分裂し、その勢力は各分家に分散していた。そのため、直経も宗家であっても、一族の惣領と言える立場でもなかった。ただし武蔵国熊谷郷の知行の一部は所有していた。
なお、本庄熊谷氏が根拠地を武蔵国熊谷郷から安芸に移したのは直経であったとする説もある。これは同じ安芸の武士である小早川氏を母に持った庶子である直経は、嫡男として熊谷郷を継承していて安芸には代官を派遣していた直満や直継と異なって宗家継承以前から安芸に拠点を持っていたからと考えられているまた、元弘年間に直経がまだ武蔵国熊谷郷に本拠地を持っていたことを示唆する文書の存在を指摘して本拠地の移転を南北朝の争乱に求める見解もあるが、この説によっても武蔵から安芸に本拠地を移したのは直経の時代ということになる。なお、安芸熊谷氏の歴代当主の名乗り（仮名）も、直経以降にそれまでの熊谷直実由来の次郎（二郎）系統から、直経の小四郎に由来する四郎系統に変更されており、こちらの面でも直経の時代が熊谷氏の大きな転換点であったことを示唆している。
この頃、安芸在住の熊谷氏の中で最も勢力があったのが新庄熊谷氏であった。

### 元弘の乱と直経
元弘2年/正慶元年（1332年）、楠木正成が挙兵し、千早城に籠もった。9月に幕府の命を受けた直経は、厚東武実、大内弘幸ら他の西国の武士と同様に千早城攻めに加わることとなった。
元弘3年/正慶2年（1333年）2月には、最前線での戦闘に二度に渡って参戦した。この時の直経の戦いぶりは凄まじく、千早城の大手門に一族郎党と突撃し、大きな傷だけでも4ヶ所、小さい傷を合わせると22ヶ所を負傷する重傷を負いながらも大手門付近の敵兵をなぎ倒した。しかしこの奮闘にもかかわらず戦況は不利で、結局千早城攻撃軍は瓦解することとなった。その後は足利高氏側に加わり、護良親王の使者四条隆貞からの指令を受けている。そして高氏は5月7日に六波羅探題を攻め滅ぼし、5月22日には新田義貞らによって鎌倉が落とされ、鎌倉幕府は滅亡する。

### 建武の新政と新庄熊谷氏との戦い
建武の新政が始まったが、武士はまた公家の犬として扱われ、不公平な立場に置かれることとなった。直経の所領も、反逆者の所領として没収されかったが、訴訟により半分だけは奪回した。武士の同様な不満が日本国中に満ちあふれ、ついに建武2年（1335年）、足利尊氏が鎌倉において挙兵する。安芸守護武田信武も、尊氏に同調し、同年12月に挙兵する。同様に後醍醐天皇が指導する朝廷への不満から、毛利元春や吉川実経等をはじめとする安芸国の有力な豪族が尊氏方に参加。傷の癒えた直経は足利方に加わり、京都へ向かって進撃を開始する。しかし直経の分家筋であった熊谷蓮覚とその子直村、甥の直統らは南朝方に味方し、足利軍の東上を阻むべく矢野城に立て篭もった。そして武田信武率いる足利勢との間に同年12月23日、矢野城攻防戦が開始された。少数とはいえ天然の要害を利用した堅城であった矢野城に立てこもった蓮覚は、多勢の武田軍を相手に奮戦奮闘し、寄せ手の吉川師平が討死、多くの将兵が負傷、死亡した。しかし4日間の籠城戦の後、矢野城は落城。熊谷蓮覚ら一族は討死した。

### 新田義貞の追討
蓮覚一族を滅ぼした足利軍は東上して尊氏率いる本隊と合流、翌、南朝：延元元年/北朝：建武3年（1336年）1月には京都の守備についた。しかし翌月、陸奥国から南下してきた北畠顕家により足利軍は敗走を余儀なくされる。九州で勢力を回復した尊氏は再度京都への侵攻を開始。同年4月には湊川の戦いで楠木正成と新田義貞を撃破、6月には入京を果たした。直経もこの一連の足利軍の戦いに参加している。南朝：延元3年/北朝：暦応元年（1338年、越前国を支配する新田義貞を撃退すべく土岐頼貞と共に京を出陣し、同年7月に義貞は藤島で討死している。

### 熊谷氏の惣領として復権
その後帰国した直経は、南朝：正平2年/北朝：貞和3年（1347年）に、可部の街を見下ろす要衝の高松山に三入高松城を築城し、新たな居城とした。そして分割された所領を幕府の権威等を巧みに使い、宗家に統合。これにより、戦国時代に熊谷氏が雄飛する基礎が完成することとなった。
南朝：正平4年/北朝：貞和5年（1349年）、67歳の時に嫡子・直明が誕生。それ以前に武蔵国熊谷郷の一族から養子を迎えていたが、これを廃して嫡子とした。
南朝：正平20年/北朝：貞治4年（1365年）に嫡子の直明に家督を譲って隠居、同年に死去した。

## 系譜
- 実子
  - 熊谷直明（直経嫡子）
- 養子
  - 熊谷信直（武蔵国熊谷郷出身、直経養子）
- 女子
  - とらつる（熊谷信直妻）
  - とらまつ
  - おつとら